# Poll roig
El poll roig (Chrysomphalus dictyospermi) és una espècie d'hemípter esternorrinc de la família Diaspididae, que pot esdevenir en plaga dels cítrics.

## Etimologia
- Chrysomphalus: mot grec compost per chrysom (χρυσομη, mant)[3] i phalus (φαλλoς, penis).[4] És de suposar que el nom és per l'escut.
- dictyospermi: mot grec compost per dictyo (a través)[5] i spermi (llavor).[6] Potser perquè s'alimenta dels fruits.

## Distribució
Probablement, és originari de l'Àsia meridional. Cosmopolita, encara que és més present a la zona mediterrània i en la majoria de regions subtropicals, així com als hivernacles de les regions temperades. I, encara que no hi ha bibliografia al respecte, la seua expansió es creu que ha sigut conseqüència de l'intercanvi de cítrics al llarg de la història.

## Descripció
El cos de la femella és ovoide, groc, de 1,5 mm de longitud. El pigidi té tres lòbuls arrodonits, la parella mediana més gran, cadascun dels lòbuls té 1-2 paràfisis. Els macroductes dorsals i fins són una barrera i l'anus es troba a un terç de la distància entre els lòbuls medians i la vulva, aquest últim envoltat a banda i banda de 5-8 porus perivulvaris. L'escut és rodó, de color marró rogenc i amb els marges hialins, i l'exúvia juvenil està lleugerament fora del centre. El mascle alat és de color groc amb taques roges, d'uns 1 mm de longitud, el seu escut de color gris fosc és allargat, 1,5 mm de llargada, potes i antenes ben desenvolupades i llargs genitals, ales amb venació simplificada, però manca d'aparell bucal. A més, l'exúvia del primer estadi se situa fora del centre.

## Biologia
Anualment completa 2-3 generacions a l'Orient Mitjà. Apareixen a la primavera i a l'estiu, amb mol solapament generacional. A les regions més càlides es pot donar una altra generació. Cada femella produeix uns 100-150 ous. La primera generació primaveral s'instal·la a les superfícies superiors de les fulles madures, mentre que les successives generacions habitaran en fruits i rames joves.
És un fitòfag molt polífag, es coneix que es pot nodrir dels membres d'uns 193 gèneres pertanyents 81 famílies, però probablement el seu rang d'hostes és més ample.

## Mesures agronòmiques
Aquesta espècie pot assolir l'estatus de plaga secundària per un abús d'insecticides. A més, ha sigut molt desplaçada del seu nínxol pel poll roig de Califòrnia. Les femelles es diferencien de les del poll roig de Califòrnia perquè aquestes últimes presenten un vel ventral hialí, mentre que les primeres no.
Si no s'intervé i es maneja el camp convenientment, la pròpia fauna auxiliar controla la població d'aquest insecte per baix del llindar de danys. Entre la qual es troben membres de la família dels afelínids, coccinèl·lids, encírcirds, hemisarcòptids i signifòrids. Alguns dels més importants al nostre territori són: ectoparasitoides com ara Aphytis chrysomphali i Aphytis melinus, i endoparasitoides com ara Comperiella lemniscata.